# Evangelische Kirche (Ranstadt)

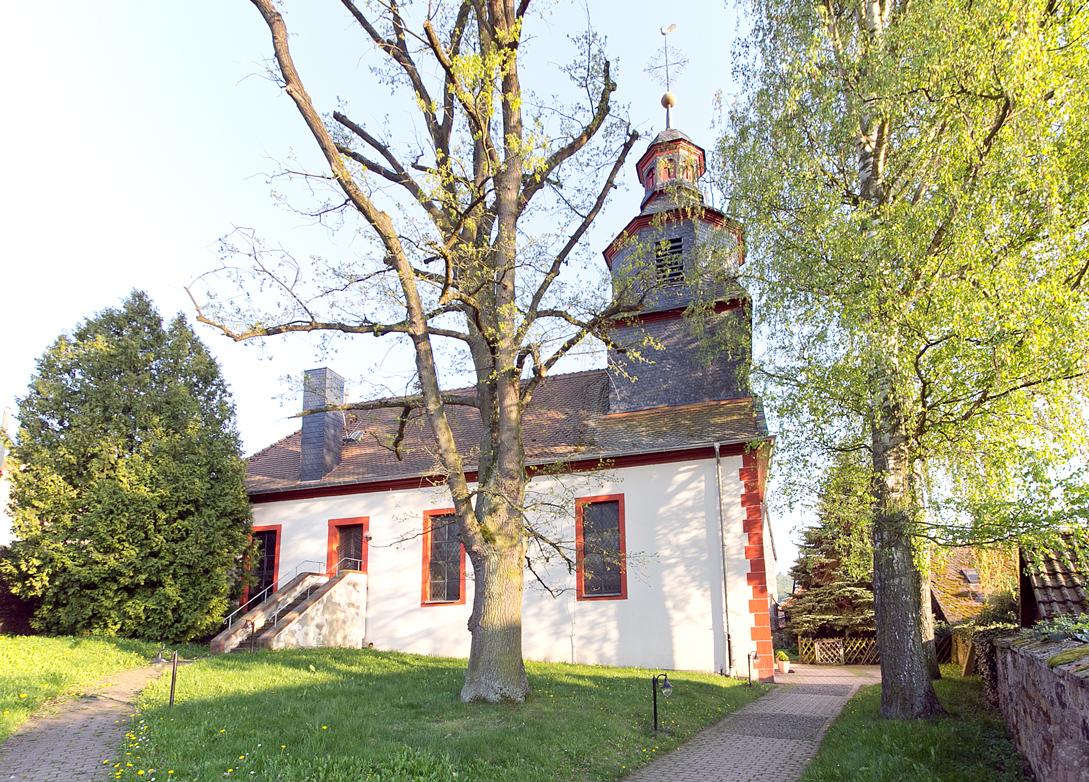
Evangelische Kirche in Ranstadt

Die Evangelische Kirche Ranstadt ist ein denkmalgeschütztes Kirchengebäude in Ranstadt, einer Gemeinde im Wetteraukreis in Hessen. Die Kirchengemeinde gehört zum Dekanat Büdinger Land in der Propstei Oberhessen der Evangelischen Kirche in Hessen und Nassau.

## Beschreibung
Die Saalkirche wurde 1732–39 unter Verwendung des Mauerwerks des romanischen Vorgängers erbaut. Aus dem Satteldach des Kirchenschiffs erhebt sich im Westen ein quadratischer, schiefergedeckter Dachreiter mit einem achteckigen Aufsatz, hinter dessen Klangarkaden sich der Glockenstuhl befindet. Der Dachreiter ist bedeckt mit einer geschwungenen Haube mit Laterne.
Die Kirchenausstattung mit Emporen an drei Seiten, Kanzel und Orgelprospekt auf der Empore über dem Altar ist einheitlich barock. Die Orgel mit acht Registern, einem Manual und einem Pedal wurde 1770 von Johann Georg und Johann Conrad Zinck gebaut. Sie wurde 1852 und 1892 von Johann Georg Förster umgebaut. 1984 entstand ein rekonstruierender Neubau durch die Oberlinger Orgelbau.